# آیاکا سایاما
آیاکا سایاما (انگلیسی: Ayaka Sayama؛ زادهٔ ۱۷ مهٔ ۱۹۹۳) بازیگر اهل ژاپن است.